# Oblastní centrum údržby
Oblastní centrum údržby (OCÚ) je typ výkonné jednotky Českých drah. Dělí se na střediska údržby (SÚ), v nichž jsou deponována vozidla.

## Historie
Toto členění vzniklo 1. 7. 2018 a nahradilo tehdejší Depa kolejových vozidel (DKV) a provozní jednotky, které patřily pod jednotlivá DKV.

## Rozdělení
Oblastní centra údržby jsou 3 a nezávisle na nich funguje i Centrum historických vozidel v Lužné u Rakovníka.
- OCÚ Východ (sídlo v Brně) se dělí na SÚ, Brno Horní Heršpice, Brno Maloměřice, Bohumín, Havlíčkův Brod, Olomouc, Opava, Osoblaha, Šumperk, Valašské Meziříčí, Veselí nad Moravou a Znojmo.
- OCÚ Západ (sídlo v Plzni) se dělí na SÚ Plzeň, Blatná, České Budějovice, Děčín, Cheb, Klatovy, Louny a Tábor.
- OCÚ Střed (sídlo v Praze) se dělí na SÚ Praha Jih, Praha Libeň, Praha Vršovice, Čerčany, Česká Třebová, Hradec Králové, Liberec, Mladá Boleslav, Nymburk, Rakovník a Trutnov.